# Zalamáňský potok
Zalamáňský potok je levostranný přítok Průrubského potoka v okrese Jablonec nad Nisou v Libereckém kraji. Délka toku činí 2,0 km.

## Průběh toku
Potok pramení severozápadně od lokality Vinice ve Velkých Hamrech, odkud dále teče východním směrem. U mlýna Zalamáň se potok stáčí jihovýchodním směrem. Nedaleko pramínku Průrubí u Plavů se potok vlévá do Průrubského potoka, který ústí do Kamenice nedaleko v Plavech.